# Sylvain Maréchal
Sylvain Maréchal (París, 15 d'agost de 1750 - Montrouge, 18 gener 1803) va ser un assagista, poeta, ateu i activista polític francès que va participar en les revoltes al voltant de la Revolució francesa. Va ser un agrarista i precursor del socialisme utòpic i del comunisme que va expressar les seves idees romàntiques sobre una Edat Daurada en l'assaig Manifeste des Egaux ("Manifest dels Iguals", 1796), idees que de tant en tant són descrites també com un "anarquisme utòpic ". També va ser editor del diari Revolutions de París.